# Radio Television Hong Kong

Logo des RTHK – 香港電台

Radio Television Hong Kong, Abk.: RTHK (chinesisch 香港電台 / 香港电台, Pinyin Xiānggǎng Diàntái, Jyutping Hoeng1gong2 Din6toi4, kurz: 港台,  Gǎngtái, Jyutping Gong2toi4) ist eine öffentlich-rechtliche Rundfunkanstalt in Hongkong. RTHK betreibt sieben Hörfunksender sowie das Schul- bzw. Bildungsfernsehen in Hongkong (englisch Education Television Hong Kong, ETVHK). Außerdem produziert der Sender Fernsehsendungen, die es den privaten Fernsehanbietern Hongkongs zur Verfügung stellt. Obwohl RTHK vom Staat finanziert wird, ist der Sender für seine sozial- und regierungskritische Haltung bekannt.

## Geschichte
Die Anfänge des Senders gehen ins Jahr 1923 zurück, als Amateure einen Bürgerfunk in Hongkong gründeten. Im Juni 1928 wurde dieser Sender schließlich offiziell von der damaligen Hongkonger Regierung unter der Stationskennung – GOW – übernommen und nach mehrmaligen Namenswechsel 1948 in Radio Hong Kong, Abk.: RHK – 香港廣播電台 – umbenannt. Ein Jahr später wurde RHK dem Government Information Services – GIS – unterstellt. 1954 wurde der Sender unabhängig. Bis 1966 sendete RHK dreimal am Tag. 1976 erhielt der Sender seinen heutigen Namen. 1989 entstand dessen erster Nachrichtensender. 1994 ging RTHK online.

## Radiosender
- RTHK Radio 1: Nachrichten, aktuelle Info-Magazine, Bildungsprogramme (Kantonesisch)
- RTHK Radio 2: Cantopop, Themenmagazine, Familien- und Jugend-, Kultur- und Bildungsprogramme (Kantonesisch)
- RTHK Radio 3: Nachrichten, Musik, Unterhaltungsprogramm (Englisch, Nepali, Urdu)
- RTHK Radio 4: Klassische Musik, Kunst- und Kulturprogramme (Englisch, Kantonesisch)
- RTHK Radio 5: Senioren-, Kultur- und Bildungsprogramme (Hochchinesisch, Kantonesisch)
- RTHK Radio 6: BBC World Service, Musik, Nachrichten, aktuelle Info-Magazine (Englisch)
- RTHK Radio Putonghua: Nachrichten, Musik, Kultur- und Bildungsprogramme (Hochchinesisch, Kantonesisch)

## Fernsehsender
- RTHK 31, RTHK 31A[3]: Nachrichten, aktuelle Info-Magazine, Kunst-, Kultur- und Unterhaltungsprogramme, Schul- und Bildungsfernsehen (Kantonesisch, Englisch, Sendungen mit Nepali-Untertiteln & Gebärdensprache)
- RTHK 32: lokale und internationale Nachrichten, aktuelle Live-Übertragung des Hongkonger Legislativrats, kurz: LegCo – englisch Legislative Council of the Hong Kong Special Administrative Region – (Englisch, Kantonesisch)
- RTHK 33, RTHK 33A[3], CCTV-01: Nachrichten, Dokus, Fernsehserien, Kinder- und Unterhaltungsprogramme (Hochchinesisch, Kantonesisch)

FußnoteAlle TV-Ausstrahlung werden Digital gesendet